# باثين
باثين (بالإنجليزية: Pathein)‏ هي مدينة، تتبع Pathein Township ‏، هي عاصمة منطقة أيياروادي.

## المناخ
يظهر الجدول التالي التغييرات المناخية على مدار السنة لباثين:
| البيانات المناخية لـباثين              | البيانات المناخية لـباثين | البيانات المناخية لـباثين | البيانات المناخية لـباثين | البيانات المناخية لـباثين | البيانات المناخية لـباثين | البيانات المناخية لـباثين | البيانات المناخية لـباثين | البيانات المناخية لـباثين | البيانات المناخية لـباثين | البيانات المناخية لـباثين | البيانات المناخية لـباثين | البيانات المناخية لـباثين | البيانات المناخية لـباثين |
| الشهر                                  | يناير                     | فبراير                    | مارس                      | أبريل                     | مايو                      | يونيو                     | يوليو                     | أغسطس                     | سبتمبر                    | أكتوبر                    | نوفمبر                    | ديسمبر                    | المعدل السنوي             |
| -------------------------------------- | ------------------------- | ------------------------- | ------------------------- | ------------------------- | ------------------------- | ------------------------- | ------------------------- | ------------------------- | ------------------------- | ------------------------- | ------------------------- | ------------------------- | ------------------------- |
| متوسط درجة الحرارة الكبرى °م (°ف)      | 31.9 (89.4)               | 33.8 (92.8)               | 35.5 (95.9)               | 36.6 (97.9)               | 34.2 (93.6)               | 30.9 (87.6)               | 30.3 (86.5)               | 30.0 (86.0)               | 31.0 (87.8)               | 32.1 (89.8)               | 32.2 (90.0)               | 31.3 (88.3)               | 32.5 (90.5)               |
| متوسط درجة الحرارة الصغرى °م (°ف)      | 17.5 (63.5)               | 19.2 (66.6)               | 21.7 (71.1)               | 24.4 (75.9)               | 25.2 (77.4)               | 24.5 (76.1)               | 24.2 (75.6)               | 24.1 (75.4)               | 24.1 (75.4)               | 24.1 (75.4)               | 22.2 (72.0)               | 18.8 (65.8)               | 22.5 (72.5)               |
| معدل هطول الأمطار مم (إنش)             | 1.8 (0.07)                | 9.4 (0.37)                | 7.4 (0.29)                | 26.9 (1.06)               | 275.5 (10.85)             | 605.7 (23.85)             | 646.9 (25.47)             | 636.2 (25.05)             | 385.0 (15.16)             | 205.6 (8.09)              | 80.3 (3.16)               | 7.0 (0.28)                | 2٬887٫7 (113.69)          |
| المصدر: المعهد النرويجي للأرصاد الجوية |                           |                           |                           |                           |                           |                           |                           |                           |                           |                           |                           |                           |                           |

## أعلام
- شوي يو
- بو بو